# København CA. 1995
København CA. 1995 er en dansk eksperimentalfilm fra 1995, der er instrueret af Prami Larsen.

## Handling
23 filmiske statements om København som optakt til Kulturby 96 produceret i et samarbejde mellem DR/TV-Åben, Kulturby 96 og Det Danske Filminstituts Værksteder.